# Gil Hibben
Gil Hibben (Wyoming, 4 de septiembre de 1935) es un diseñador y fabricante estadounidense de cuchillos personalizados que tiene su sede en La Grange, Kentucky, Estados Unidos. Hibben diseñó la primera línea de cuchillos de caza Browning en 1968, el cuchillo Kenpo americano para Ed Parker y los cuchillos Rambo para las películas Rambo III y Rambo. Los «cuchillos de fantasía» de Hibben se han utilizado en más de treinta y siete películas y programas de televisión, particularmente en las de ciencia ficción, lo que le valió el título de «Armero Klingon» de la franquicia de Star Trek. Hibben actualmente dirige como presidente del gremio de fabricantes de cuchillos, puesto que ocupó durante cinco años.

## Primeros años
Hibben nació en Wyoming en 1935. Incapaz de pagar un cuchillo Bowie a los quince años, Hibben decidió hacer el suyo con chatarra y archivos. No hizo otro cuchillo hasta su salida de la Marina de los Estados Unidos. En 1956, cuando tomó un trabajo en Seattle, Washington como maquinista para Boeing Aircraft y comenzó a fabricar cuchillos en su tiempo libre después de que vendió otro cuchillo Bowie hecho a mano a un amigo por cuarenta y cinco dólares.

## Cuchillos
En 1964, Hibben se mudó a Sandy, Utah, para convertirse en un fabricante de cuchillos a tiempo completo. Sus cuchillos eran principalmente de acero inoxidable 440C e Hibben fue el primer fabricante de cuchillos en usar ese acero en sus cuchillos. Mientras estaba en Sandy, Hibben se asoció con otro fabricante de cuchillos llamado Stuart Benedict y estos cuchillos se vendieron bajo el nombre de «Ben-Hibben». Los cuchillos de este período eran cuchillos Bowie de hoja fija, cuchillos de caza, cuchillos de pesca y algunos cuchillos de combate tempranos.
En 1965, Hibben salió de Sandy hacia Manti, Utah, para abrir una instalación más grande donde operaba como «Hibben Knives». Uno de sus cuchillos fue escrito y presentado en la portada de Guns & Ammo en un artículo titulado «The Versatile Gil Hibben», ampliando su reputación más allá de la de un fabricante de cuchillos local. Este reconocimiento lo llevó a la atención de Browning Arms Company, que hizo que Hibben diseñara la primera línea de cuchillos de la compañía en 1968 que constaba de tres cuchillos de hoja fija y un cuchillo de caza plegable. Ese mismo año, Hibben cantó como tenor para el Coro del Tabernáculo Mormón.
Artista marcial de toda la vida con clasificación de cinturón negro en aikido, judo y kenpo americano, Hibben diseñó y construyó un cuchillo llamado Kenpo Knife como su Tesis del Cinturón Negro bajo Ed Parker en 1968; Su tesis y diseño de cuchillo condujeron a la Long Form VIII («Forma de doble daga») que usa dos cuchillos en el combate simulado.
En 1970, Hibben volvió a trasladar su tienda. Después de un breve período en Springdale, Arkansas, se mudó a Alaska durante cinco años trabajando como fabricante de cuchillos y guía de caza y pesca. En 1975 volvió a trasladar su tienda a Silver Dollar City, Missouri, y cuatro años después a Louisville, Kentucky.

### Cuchillos de cine
Mientras estaba en Louisville, Sylvester Stallone contactó a Hibben para hacer una versión moderna de un cuchillo Bowie para la película Rambo III.  Después del lanzamiento de la película, Hibben comenzó una asociación a largo plazo con United Cutlery of Taiwan, que lanzó versiones de fábrica del «Cuchillo Rambo III» y una subsiguiente fábrica anual «Art Knife», cada una basada en uno de los diseños personalizados de Hibben cada año después. United ha hecho versiones del Cuchillo Kenpo de Hibben, el Cuchillo Guía de Alaska y los cuchillos arrojadizos. Hibben se asoció previamente con el fabricante de cuchillos Dr. Rob Charlton de Damasco-Estados Unidos para producir versiones más pequeñas de acero de Damasco del Bowie Rambo. En 1991, Hibben se mudó al suburbio de Louisville de La Grange, Kentucky.
La popularidad de los diseños de fantasía producidos en masa de Hibben hizo que los cuchillos de Hibben se usaran en otras películas como Spawn, Mortal Kombat, The Perfect Weapon, Natural Born Killers, Under Siege, Babylon 5 y la franquicia Star Trek. El cuchillo «Jackal» de Hibben aparece en el póster de Star Trek Nemesis. Hibben hizo otro cuchillo «Rambo» para la película Rambo de Stallone, y los cuchillos Bowie y el Arkansas toothpick («mondadientes Arkansas») utilizados en la película The Expendables. Paramount Pictures le ha dado a Hibben el título Armero oficial de los Klingon por todas las armas que ha hecho para los villanos de la franquicia.
Los cuchillos de fantasía de Hibben fueron producidos en masa por United Cutlery con al menos una edición anual desde 1994 hasta 2005. La primera de ellas fue una versión con mango de alambre de plata del estilete V-42.

## Gremio de fabricantes de cuchillos
Hibben ha sido presidente del gremio de fabricantes de cuchillos desde 2006 y es miembro del Salón de la Fama de la Cuchillería de la revista Blade.